# Adlerschild des Kampfgeschwaders 30

Der Adlerschild als grafische Darstellung

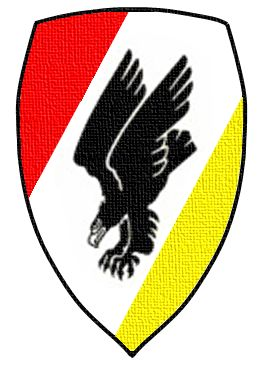
Das Geschwaderwappen des 30. KG diente als Vorlage des Adlerschildes

Der Adlerschild des Kampfgeschwaders 30 war eine nichttragbare Auszeichnung der deutschen Luftwaffe im Zweiten Weltkrieg.

## Schaffungshintergrund
Informationen, die zur Schaffung dieser Auszeichnung führten liegen nur spärlich vor. Geschaffen wurde die Auszeichnung vom Kommodore des Kampfgeschwaders 30 im Jahre 1939/1940. Ihre Verleihung erfolgte: für besondere Verdienste um das Adlergeschwader. Nähere Informationen über den Verleihungszeitraum bzw. über Verleihungszahlen sind nicht bekannt.

## Beschreibung und Material
Der Adlerschild ist eine hoch-eckige Plakette aus Zinn. Fast die gesamte Fläche wird von dem erhaben geprägten Geschwaderwappen der Einheit ausgefüllt, ein sich herabstürzender Adler mit leeren Fängen. Darüber befindet sich mittig angebracht ein Balken, auf dem vertieft in Großbuchstaben eingeprägt worden war: ADLERGESCHWADER. Seine Größe war etwa: 95 mm × 150 mm. Überreicht wurde die Plakette üblicherweise in einem schwarzen Etui mit weißer Samt- oder Seideneinlage mit dazugehöriger Verleihungsurkunde.

## Ausgezeichnete (Auswahl)
- Kommodore des KG 30: Erich Bloedorn
- Kommodore des KG 30: Sigmund-Ulrich Freiherr von Gravenreuth